# نورمان بيكر (لاعب كرة قاعدة)
نورمان بيكر (بالإنجليزية: Norm Baker)‏ هو لاعب كرة قاعدة أمريكي، ولد في 14 أكتوبر 1863 في فيلادلفيا في الولايات المتحدة، وتوفي في 20 فبراير 1949 في Hurffville, New Jersey ‏ في الولايات المتحدة.

## وصلات خارجية
- نورمان بيكر على موقعبيزبول رفرنس.كوم (الدوري الرئيسي) (الإنجليزية)
- نورمان بيكر على موقعبيزبول رفرنس.كوم (الدوري الثانوي) (الإنجليزية)
- نورمان بيكر على موقع جمعية أبحاث البيسبول الأمريكية (الإنجليزية)
- نورمان بيكر على موقع مشجعي الرسوم البيانية (الإنجليزية)